# Calliergon richardsonii
Calliergon richardsonii là một loài Rêu trong họ Amblystegiaceae. Loài này được (Mitt.) Kindb. mô tả khoa học đầu tiên năm 1897.